# Симфонічний оркестр Закарпатської філармонії
Симфонічний оркестр Закарпатської філармонії — оркестр при Закарпатській філармонії. Заснований в грудні 2005 року. До 2010 року оркестром керували Олена Короленко та Вікторії Свалявчик, з 2010 року — Вікторія Цанько. 
Оркестр брав участь у фестивалях «Музичне сузір’я Закарпаття», другий Фестиваль музики Є.Станковича, Міжнародний мистецький конкурс-фестиваль «Гран-прі Карпатського регіону».